# Свети Никола (Варош)
Вижте пояснителната страница за други значения на Свети Никола.
„Свети Никола“ или „Свети Николай“ (на македонска литературна норма: „Свети Никола“, „Свети Николај“) е средновековна православна църква в прилепския квартал Варош, Северна Македония. Част е от Преспанско-Пелагонийската епархия на Македонската православна църква.
Над прозореца на южната стена има надпис, в който е отбелязана датата на завършване – ноември 1298 година и ктиторът Вега, син на Капза и Мария, по време на управлението на император Андроник II Палеолог, Михаил IX Палеолог и императрицата Ирина.
Представлява еднокорабна сграда, с тристранна апсида отвън, засводена с полуцилиндричен свод. Напомня на църквите в Костур. Изградена е от недялан камък, а в нейните горни часте има керамопластична декорация. Тя е малка по размери с характерна нагласена височина.
Забележителна е с отлично запазените си богати средновековни фрески, с голяма художествена стойност. Живописта е сходна с тази в „Свети Пантелеймон“ в Нерези. Над западния вход отвън, на нишата, е изобразен Свети Никола, на когото е посветена църквата. Във вътрешността живописта е разпределена в три зони. В първата зона, в цял ръст, са представени фигури на светите войни и светците. Във втората зона са изобразени композиции, в които са предадени сцени от Страданията на Христос, а в третата зона са представени Големите празници. На свода са пророците в цял ръст. Отвън на фасадата има фрагменти от фрески. На западната фасада, освен изображението на патрона на църквата, има още една фреско-икона от XVII век.
Църквата има много икони от XIV до XIX век. Между тях, с особено значение е иконата Взиграние младенца от XIV век, коя с реализма си се отклонява от класическото византийско представяне на Богородица с Христос.